# São Domingos do Capim
São Domingos do Capim là một đô thị thuộc bang Pará, Brasil. Đô thị này có diện tích 1677,08 km², dân số năm 2007 là 27229 người, mật độ 16,24 người/km².